# WAB Bhe 4/8

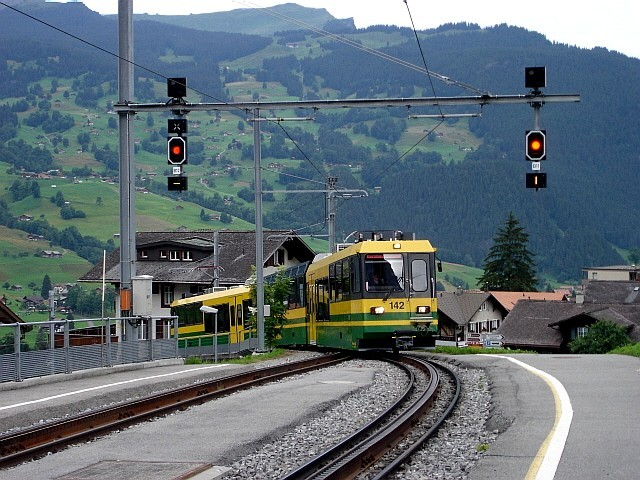
Der Bhe 4/8 142 bei der Einfahrt in den Bahnhof Grindelwald

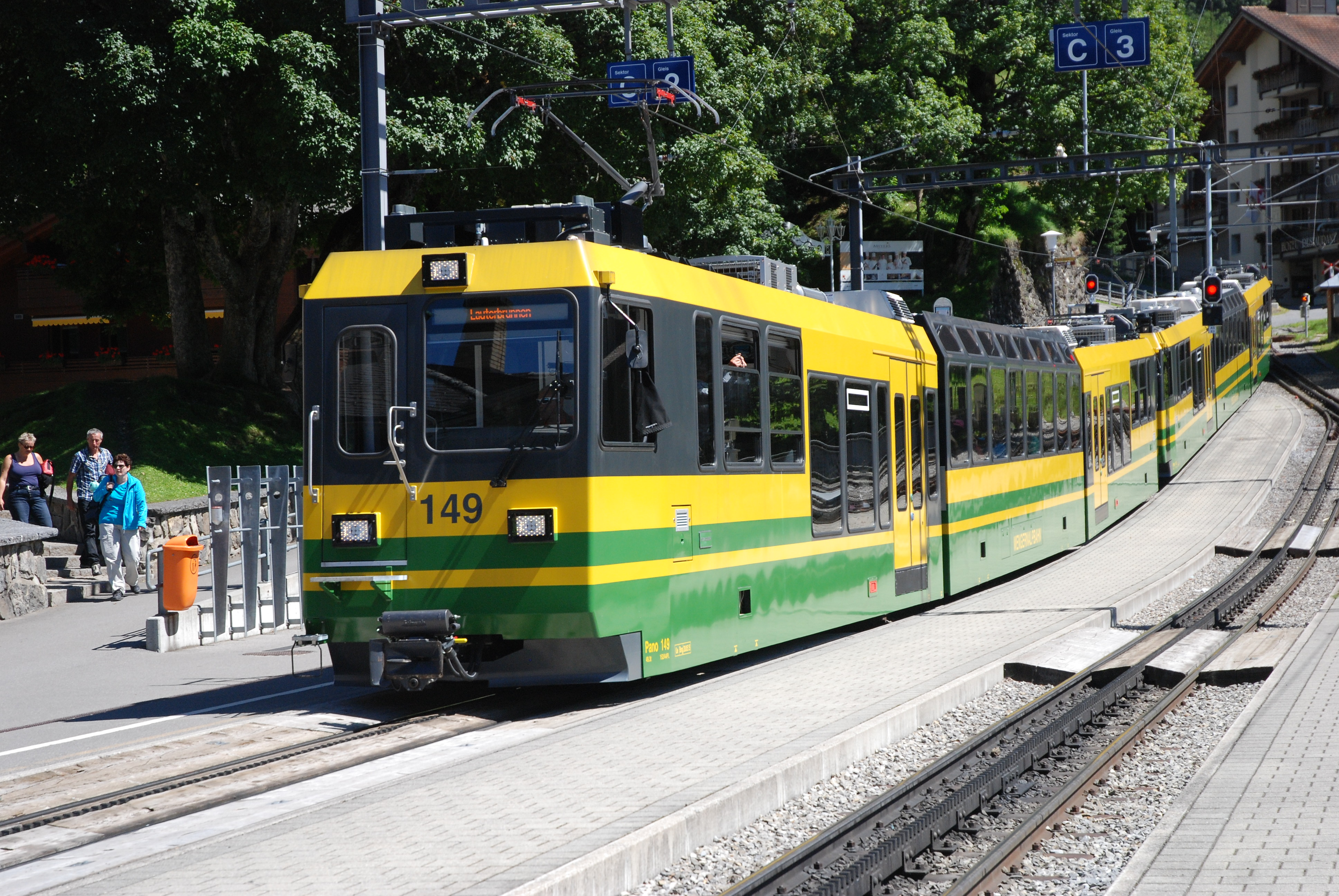
Die Bhe 4/8 149 + 145 bei der Einfahrt in den Bahnhof Wengen

Die WAB Bhe 4/8 sind Niederflur-Panorama-Gelenktriebwagen mit Zahnradantrieb der Schweizer Wengernalpbahn (WAB). 2004 beschaffte die WAB innerhalb ihres Konzepts WAB 2005 die vier dreiteiligen Bhe 4/8 141–144, denen zehn Jahre später sechs weitere mit den Nummern 145–150 folgten. Die Züge tragen anstelle der Typenbezeichnung vor der Nummer die Bezeichnung "Pano".

## Geschichte
Das Projekt WAB 2005 (Weiterbetrieb der Zahnradbahn) der Wengernalpbahn sah unter anderem eine Beschaffung von neuen, wirtschaftlicheren Triebzügen vor. So bestellte die Wengernalpbahn vier dreiteilige Niederflur-Triebzüge bei Stadler Rail AG, die im Jahr 2004 ausgeliefert wurden. Die neuen Triebzüge ermöglichten nun eine rationellere Betriebsabwicklung mit zusätzlichem Platzangebot und mehr Komfort für die Fahrgäste, durch die Niederflureinstiege, grosszügigen Mehrzweckplattformen und eine Lüftungs- und Kühlanlage. Die Triebwagen haben 28 km/h Höchstgeschwindigkeit, wodurch man ein homogenes Leistungs- und Geschwindigkeitsspektrum erzielt. Da die Bhe 4/8 schneller als die alten Triebwagen der Wengernalpbahn sind, war es schwierig geworden, die modernen und alten Triebwagen zusammen auf einem Streckenabschnitt fahren zu lassen. Deshalb kommen die alten BDhe 4/4 101–118 nur noch bei hohem Fahrgastaufkommen zusammen mit den Bhe 4/8 und BDhe 4/8 zum Einsatz.

## Nachbauserie
Um den Fahrzeugpark weiter zu erneuern und so auch auf der Lauterbrunnen-Seite den Komfort und die Leistungsfähigkeit zu steigern, wurden sechs weitere Triebzüge bestellt. Sie wurden 2014 und 2015 in Betrieb genommen. Am 18. Dezember 2014 fuhr auf der Linie Lauterbrunnen-Kleine Scheidegg der erste WAB Pano.

## Technik
Die Bhe 4/8 141–150 sind Zahnradtriebwagen für 800 mm Spurweite mit dem Zahnstangensystem Riggenbach. Der kleinste befahrbare Bogenradius beträgt 60 m. Die Einholmstromabnehmer befinden sich auf den Endwagenkästen über den Drehgestellen. Die zulässige Geschwindigkeit beträgt bei der Bergfahrt 28 km/h, bei Talfahrt 21.5 respektive 14 km/h.
Die Bhe 4/8 sind dreiteilig ausgeführt.

### Bremsen
Gemäss den Ausführungsbestimmungen der Eisenbahnverordnung (AB-EBV) sind die Fahrzeuge mit zwei voneinander unabhängigen mechanischen Bremsen ausgerüstet. Das Bremssystem 1 (Regelbremse) wirkt als Bandbremse auf die schnell drehende Motorenwelle und ist regelbar. Die Bremskraftübertragung läuft somit auch über das Getriebe. Das Bremssystem 2 (Rückfallebene) ist ebenfalls als Bandbremse ausgeführt und wirkt direkt auf die Achswellen. Beide mechanischen Bremsen sind als Federspeicherbremsen ausgeführt. Zum Lösen der Bremse ist somit Druckluft erforderlich.
Als Beharrungsbremse für die Talfahrt ist eine elektrische Widerstandsbremse vorhanden. Diese kann mit einer Notumschaltung auch ohne Umrichter betrieben werden. Dies ist notwendig, da allein mit der mechanischen Bremse keine Talfahrt möglich wäre.

## Aufbau
Die Bhe 4/8 verfügen über insgesamt 140 Sitzplätze, 12 Klappsitze und 66 Stehplätze. Die Züge besitzen grosszügige Mehrzweckplattformen für Fahrräder, Skier oder Ähnliches. Zudem trägt eine Lüftungs- und Kühlanlage zum Komfort der Fahrgäste bei. Beide Endwagen haben jeweils auf beiden Seiten einen Niederflureinstieg mit einer Einstiegshöhe von 350 mm. Über den Drehgestellen sind die Endwagen hochflurig ausgeführt. Der Mittelwagen besitzt grosse Panoramafenster und ist hochflurig ausgeführt, hat keine Einstiegstüren und läuft auf zwei Drehgestellen. Die Endwagen laufen auf nur je einem Drehgestell und stützen sich am anderen Ende über ein sphärisches Gelenk auf dem Mittelwagen ab. Der grundsätzliche Aufbau ist von den Stadler GTW abgeleitet worden, vergleichbar mit den MGB BDSeh 4/8 (Zermatt-Shuttle), auch hier mit einem vierachsigen Mittelteil. Im Gegensatz zu den MGB BDSeh 4/8 sind hier aber alle Drehgestelle angetrieben, wobei jedes Drehgestell eine Triebachse und eine Laufachse besitzt. Diese Verteilung der Antriebsleistung ist notwendig, um bei 250 ‰ die Sicherheit gegen Entgleisung und Aufklettern der Zahnräder zu garantieren. Aus demselben Grund müssen die Triebachsen immer talseitig laufen.

## Einsatz
Die Planung «WAB 2005» ging davon aus, dass der Halbstundentakt Grindelwald–Kleine Scheidegg mit drei Zugkompositionen abgedeckt werden kann. Diese drei Züge sind in Zeiten mit hohen Verkehrsaufkommen; zwei Züge mit diesen Bhe 4/8 in Doppeltraktion (Bhe 4/8+ Bhe 4/8), sowie einem Zug mit den etwas älteren BDhe 4/8 in Doppeltraktion und einem Niederflursteuerwagen (BDhe 4/8+BDhe 4/8+Bt).
Heute sind die Bhe 4/8 141–150 auf dem ganzen Streckennetz im Einsatz. Bei hohem Fahrgastaufkommen, hauptsächlich im Sommer und im Winter, verkehren die Triebzüge in Doppeltraktion. Die Triebwagen werden auf beiden Seiten der Kleinen Scheidegg eingesetzt. Beim Wechsel des Streckenasts müssen die Triebwagen im Bahnhof Kleine Scheidegg über das Gleisdreieck gedreht werden, weil die Bremsausrüstung die Talfahrt nur in eine Richtung erlaubt.